# Forat infraorbitari
Els forats infraorbitaris són dos forats situats al maxil·lar superior, situats a banda i banda del nas, sota les òrbites. Hi passen vasos sanguinis i nervis. En termes anatòmics, es troben a sota de la vora infraorbitària de l'òrbita. Canalitza l'artèria infraorbitària i la vena infraorbitària, així com el nervi infraorbitari, que és una branca del nervi maxil·lar. Sol estar a entre 6,1 i 10,9 mm de la vora infraorbitària.

## Estructura
Els forats infraorbitaris formen el final del canal infraorbitari i es comuniquen amb els solcs infraorbitaris, que són les obertures interiors del canal.
Les ramificacions de les tres branques principals del nervi trigemin (als forats supraorbitari, infraorbitari i mentonià) es distribueixen al llarg d'una línia vertical que passa pel mig de la pupil·la. El forat infraorbitari es fa servir com a punt de pressió per avavluar la sensitivitat del nervi infraorbitari. La palpació del forat infraorbitari en el transcurs d'un examen extraoral o l'administració d'un anestèsic local deixa la zona adolorida.